# Savage Island
Savage Island un jeu vidéo d’aventure développé par Scott Adams et publié par Adventure International en deux parties, sortie respectivement en 1980 et 1981. Il est initialement développé sur TRS-80 avant d’être porté, entre autres, sur Acorn Electron, Apple II, Atari 8-bit, BBC Micro, Commodore 16, Commodore 64, Commodore Plus/4, TI 99/4A, Video Genie et ZX Spectrum ,,. Il s’agit des dixième et onzième jeux d’aventure développé par Scott Adams. La première partie du jeu débute sur la plage d’une île tropicale, que le joueur doit explorer afin de découvrir le code secret qui lui permet d’accéder à la deuxième partie. Pour cela, il doit notamment pénétrer dans le volcan de l’île, traverser un lac, survivre à une tornade et construire un radeau,. Le héros débute la seconde partie du jeu complètement nu et doit d’abord trouver de quoi se couvrir. Il doit ensuite explorer un vaisseau extraterrestre, dans lequel il rencontre un homme de Neandertal, puis enquêter sur les mystères de l’île qui l’amène à découvrir les raisons de la disparition des dinosaures,,.